# 6e division d'infanterie (Inde)
Pour les articles homonymes, voir 6e division.
La 6e division d'infanterie est une division d'infanterie indienne de l'armée britannique créée le 1er mars 1941 à Secunderabad. Le 11 septembre 1941, il fut expédié en Irak et plus tard en Iran. En 1942 et 1943, il faisait partie de la dixième armée. La division resta au Moyen-Orient où elle fut dissoute le 15 octobre 1944 à Bassorah, en Irak. Pendant la Seconde Guerre mondiale, ses commandants comprenaient le major général James Noel Thomson (en), le major général Arthur Holworthy (en) et le major général B. H. Chappel.
Après la partition des Indes, l'armée indienne post-indépendance relança la 6e division en tant que 6e division de montagne en 1963. Le quartier général de la division était initialement à Nainital, avant de déménager à Bareli et fait partie du Central Command. La division "Garuda", comme on l'appelle, fut commandée entre autres par le major général S. K. Korla et le major général R. Z. Kabraji.
Le commandant de la division a été jugé et licencié pour corruption à la fin de 2006. Le major général Gur Iqbal Singh commandait la division lorsqu'une arnaque a été détectée en 2005. À ce moment-là, G. Illangovan commandait la 99 brigade de montagne à Chaubatia et D. S. Grewal commandait la 69 brigade de montagne à Pithoragarh, tous deux dans l'Uttarakhand . Les deux brigadiers faisaient rapport à Singh. En juin 2007, les deux brigadiers ont été accusés de détournement de fonds.

## Unités constitutives au 11 septembre 1941
- 1re Duke of Yorks Own Skinners Horse
- 9e Indian Infantry Brigade
  - 2e bataillon, The West Yorkshire Regiment
  - 3e bataillon, 12e Frontier Force Regiment
  - 3e bataillon, 5e Mahratta Light Infantry
- 10e brigade d’infanterie indienne
  - 2e bataillon, The Highland Light Infantry
  - 3e bataillon, 18e Royal Garhwal Rifles
  - 4e bataillon, 10e Baluch Regiment
- 28e Field Regiment, Royal Artillery
- 20e Field Company, Indian Engineers
- 21e Field Company, Indian Engineers
- 44e Field Park Company, Indian Engineers

En outre, la 24e brigade d'infanterie indienne a été affectée ou attachée à la division à un moment donné pendant la Seconde Guerre mondiale.